# 킵 마르쿠스
킵 마르쿠스(Kipp Marcus, 1970년 1월 19일 ~ )는 미국의 배우, 각본가, 영화 프로듀서이다.
맨해튼에서 태어났다.

## 영화
- 스노우 데이즈 (1999년)
- 라스트 프라이데이 (1993년)